# Oxyomus pusillus
Oxyomus pusillus är en skalbaggsart som beskrevs av Rudolph Petrovitz 1966. Oxyomus pusillus ingår i släktet Oxyomus och familjen Aphodiidae. Inga underarter finns listade i Catalogue of Life.